# AES Corporation
The AES Corporation — американская энергетическая компания, управляющая электростанциями в США, Латинской Америке, Вьетнаме, Иордании и Болгарии. Кроме этого занимается строительством электростанций и владеет коммунальными компаниями в Сальвадоре и США (Индиана и Огайо).

## История
В 1978 году в США был принят закон о регулировании деятельности коммунальных компаний (Public Utility Regulatory Policies Act), направленный на снижение зависимости США от импорта нефти, которая, в частности использовалась в качестве топлива для электростанций. Основной идеей закона было создание небольших частных генерирующих компаний, которые бы производили электроэнергию более экономно, чем существующие энергетические монополии, и с применением альтернативных источников энергии. Два бывших сотрудника Министерства энергетики США Роджер Сант (Roger W. Sant) и Деннис Бакк (Dennis W. Bakke) в 1981 году создали такую независимую компанию, назвав её Applied Energy Sources («Прикладные источники энергии»). Поскольку идея была новой, компании не сразу удалось найти средства для строительства электростанции. Первым проектом стала угольная электростанция в Бивер-Вэлли в штате Пенсильвания, её строительство началось в 1985 году, через два года началась её эксплуатация. К 1994 году у компании уже было 12 электростанций. В 1991 году компания сменила название на AES и разместила свои акции на Нью-Йоркской фондовой бирже. С начала 1990-х годов компания сосредоточила свои усилия на зарубежных рынках, которые давали значительно большие перспективы для роста. В 1992 году были открыты две ТЭС в Северной Ирландии, затем ещё одна в Великобритании. В дальнейшем строились электростанции в Латинской Америке, Африке, на Ближнем Востоке, в Китае, Индии, Вьетнаме и других странах. К 1999 году AES работала в 24 странах. В 2000 году за 3 млрд долларов была куплена компания IPALCO Enterprises, снабжавшая электроэнергией жителей Индианы. В следующем году за 1,7 млрд долларов была приобретена венесуэльская компания C.A. La Electricidad de Caracas.
В 2005 году была куплена компания SeaWest, один из крупнейших в США операторов ветряных электростанций. В 2011 году была куплена энергетическая компания Огайо DPL Inc., обеспечивающая электричеством Дейтон. Следующим крупным приобретением стал оператор солнечных электростанций sPower в 2017 году. В конце 2021 года была куплена ещё одна компания в сфере альтернативной энергетики, Community Energy Solar.

## Деятельность
Генерирующие мощности AES Corporation по состоянию на 2022 год составляли 32,3 ГВт, из них возобновляемые источники (ГЭС, солнечные и ветряные электростанции, ТЭС на биомассе) — 46 %, ТЭС на газе — 32 %, ТЭС на угле — 20 %. AES принадлежит 6 коммунальных компаний, обслуживающих в сумме 2,6 млн клиентов; 2 из них работают в США (Индиана и Огайо) и 4 в Сальвадоре.
Подразделения по состоянию на 2022 год:
- US and Utilities — США, Пуэрто-Рико и Сальвадор; 47 электростанций мощностью 13,1 ГВт, 6 коммунальных компаний; 40 % выручки.
- South America — Бразилия, Аргентина, Чили и Колумбия; 55 электростанций мощностью 13,0 ГВт; 28 % выручки.
- MCAC — Мексика, Центральная Америка и Карибский регион; 23 электростанции мощностью 3,4 ГВт; 23 % выручки.
- Eurasia — Вьетнам, Болгария, Иордания, Индия и Нидерланды; 8 электростанций мощностью 2,9 ГВт; 10 % выручки..

В списке крупнейших публичных компаний в мире Forbes Global 2000 за 2022 год AES Corporation заняла 1145-е место. В списке крупнейших компаний США по размеру выручки Fortune 500 заняла 333-е место.